# Samoa thuộc Mỹ
Samoa thuộc Mỹ (tiếng Anh: American Samoa; tiếng Samoa: Amerika Sāmoa /aˈmɛɾika ˈsaːmʊa/, cũng gọi là Amelika Sāmoa hay Sāmoa Amelika) là một lãnh thổ chưa hợp nhất của Hoa Kỳ nằm tại Nam Thái Bình Dương, ở phía đông nam của Samoa.
Samoa thuộc Mỹ gồm năm đảo lớn và hai rạn san hô vòng, đảo lớn nhất và đông dân nhất là Tutuila. Samoa là bộ phận của Quần đảo Samoa, nằm ở phía tây của Quần đảo Cook, phía bắc của Tonga, và cách 300 dặm (500 km) về phía nam của Tokelau. Phía tây của Quần đảo là nhóm Wallis và Futuna.
Theo điều tra nhân khẩu năm 2010, dân số lãnh thổ là 55.519. Tổng diện tích Samoa thuộc Mỹ là 199 kilômét vuông (76,8 dặm vuông Anh), đây là lãnh thổ cực nam của Hoa Kỳ. Cá ngừ đại dương và sản phẩm cá ngừ đại dương là các mặt hàng xuất khẩu chính, và đối tác mậu dịch chủ yếu là Hoa Kỳ.
Trong Đại dịch cúm 1918, thống đốc của Samoa là John Martin Poyer cho cách ly lãnh thổ để ngăn đại dịch lan đến. Samoa thuộc Mỹ được chú ý vì có tỷ lệ tòng quân cao nhất trong tất cả các bang và lãnh thổ của Hoa Kỳ. Người Samoa thuộc Mỹ là người song ngữ, có thể nói thành thạo tiếng Anh và tiếng Samoa.

## Lịch sử

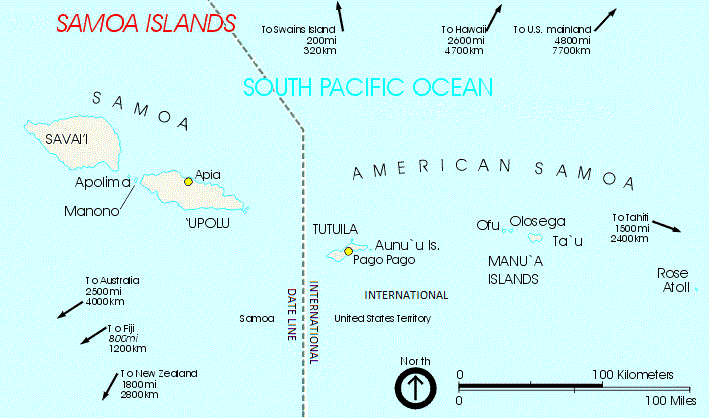
Quần đảo Samoa

### Trước khi tiếp xúc với Tây phương
Giới học giả vẫn chưa đồng thuận về niên đại chính xác khi con người đến định cư trên đảo, nhưng thời gian khoảng 1000 năm trước công nguyên được nhiều người chấp nhận là cái mốc lịch sử của vùng này khi thổ dân Polynesia đặt chân lên đảo. Bẵng một thời gian lâu, mãi đến thế kỷ 18 thì các nhà thám hiểm Tây phương mới biết đến Samoa, bắt đầu một thời kỳ mới.
Thời kỳ nguyên thủy trước khi tiếp xúc với Tây phương thì hai đơn vị Đông Samoa (tức Samoa thuộc Mỹ) và Tây Samoa (tức nước Samoa độc lập) có chung một lịch sử. Với vị trí ở trung tâm Polynesia, cư dân xuất xứ từ Samoa lan tỏa ra các hướng, khai sinh những bộ tộc lân cận trên Quần đảo Marquesas về phía đông; Niue và Rarotonga về phía nam; và Tokelau cùng Tuvalu về phía bắc. Những nhóm dân vùng này đều có truyền thuyết về cuộc di cư từ thuở hồng hoang với khởi điểm là Samoa nên Samoa là cái nôi của thổ dân trong vùng.
Về mặt chính trị, các đảo Tutuila và Aunu'u một thời liên kết với đảo 'Upolu (nay thuộc Samoa độc lập) nhưng nói chung thì toàn vùng Samoa, tổ chức chính trị chung là hệ thống faamatai căn cứ trên huyết tộc. Giới quý tộc và khuôn phép faasamoa chi phối xã hội Samoa. Tương truyền faamatai và faasamoa là do hai vị nữ tù trưởng Nafanua và Salamasina khởi xướng.

### Thuộc địa hoá
Sự tiếp xúc ban đầu với Tây phương gồm có một trận đánh trong thế kỷ 18 giữa những người thám hiểm Pháp và cư dân đảo trên Tutuila. Lần đó người Samoa bị Tây phương đổ lỗi và cho họ mang tiếng là tàn ác. Đầu thế kỷ 19, các nhà truyền giáo Rarotonga đến Quần đảo Samoa theo sau là các nhà truyền giáo Tây phương do John Williams của Hội Truyền giáo London hướng dẫn, chính thức mang Kitô Giáo đến Samoa. Ít hơn 100 năm sau đó, Hội thánh Congregationalist Samoa đã trở thành một nhà thờ của dân bản thổ độc lập đầu tiên tại Nam Thái Bình Dương.
Tháng 3 năm 1889, một lực lượng hải quân của Đức đã tiến chiếm một ngôi làng tại Samoa, và tàn phá một số tài sản của người Mỹ. Ba chiến hạm của Hoa Kỳ sau đó tiến vào cảng Samoa và chuẩn bị khai hỏa vào ba chiến hạm Đức được nhìn thấy tại đó. Trước khi có thể khai hỏa thì một cơn bão đã đánh chìm tất cả các chiến hạm của Mỹ và Đức. Một cuộc đình chiến tạm thời được đưa ra vì thiếu tàu chiến.

### Trở thành lãnh thổ của Hoa Kỳ
Các cuộc tranh giành quốc tế trong nửa sau thế kỷ 19 được dàn xếp qua Hiệp ước Berlin năm 1899 trong đó Đức và Hoa Kỳ phân chia Quần đảo Samoa. Hoa Kỳ chính thức chiếm đóng nhóm nhỏ hơn gồm các đảo phía đông với bến cảng đáng nổi bật là Pago Pago—năm sau đó. Các đảo phía tây bây giờ là quốc gia độc lập Samoa.
Sau khi Hoa Kỳ trưng thu Samoa, Hải quân Hoa Kỳ xây một trạm dự trữ than đá trong Vịnh Pago Pago cho Hải đoàn Thái Bình Dương của mình và bổ nhiệm một Quản trị viên địa phương. Hải quân lấy được Chứng thư chuyển nhượng Tutuila năm 1900 và một chứng thư chuyển nhượng Manuʻa năm 1904. Chủ quyền cuối cùng của Manuʻa, Tui Manuʻa Elisala bị ép ký một chứng thư chuyển nhượng Manuʻa theo sau một loạt những vụ xử của Hải quân Hoa Kỳ được biết như "Vụ xử án Ipu", tại Pago Pago, Taʻu, và trên một pháo hạm của Hải đoàn Thái Bình Dương.
Sau Chiến tranh thế giới thứ nhất, trong thời Phong trào Mau tại Tây Samoa (sau đó là đất bảo hộ của New Zealand), có một phong trào Mau Samoa thuộc Mỹ tương ứng do Samuel Sailele Ripley lãnh đạo. Ông là một dân làng từ Leone và là một cựu chiến binh Chiến tranh thế giới thứ nhất. Sau các cuộc họp tại Mỹ, ông bị ngăn cản không cho bước lên bờ từ chiếc tàu đưa ông về lại quê nhà ở Samoa thuộc Mỹ và không được phép trở về. Phong trào Mau tại Samoa thuộc Mỹ đã bị Hải quân Hoa Kỳ đàn áp. Năm 1930 Quốc hội Hoa Kỳ đã phái một ủy ban đến để điều tra tình trạng pháp lý của Samoa thuộc Mỹ. Ủy ban này do những người Mỹ có một phần tham gia vào vụ đảo chính Vương quốc Hawaii lãnh đạo.
Năm 1938, phi công nổi tiếng Ed Musick và phi hành đoàn của ông chết trên chiếc Samoan Clipper S-42 của hãng Pan American World Airways trên bầu trời Pago Pago trong một chuyến bay thị sát đến Auckland, New Zealand. Sau khi cất cánh một lát sau đó thì máy bay bị vấn đề và Musick quay nó ngược về hướng Pago Pago. Khi phi hành đoàn bắt đầu xả nhiêu liệu để chuẩn bị đáp khẩn cấp thì một tia lửa xẹt lên trong ống bơm nhiên liệu đã gây ra vụ nổ xé máy bay thành từng mảnh giữa không trung.
Trong Chiến tranh thế giới thứ hai, Thủy quân lục chiến Hoa Kỳ tại Samoa đông hơn dân số địa phương làm ảnh hưởng rất lớn đến nền văn hóa địa phương. Các nam giới người Samoa từ 14 và trên được giới quân sự Hoa Kỳ đào tạo tác chiến. TrongChiến tranh thế giới thứ hai, người Samoa đã phục vụ như các chiến binh, nhân sự y tế, nhân sự giải mã, sửa tàu,...
Sau chiến tranh, Đạo luật Tổ chức 4500, một nỗ lực sáp nhập Samoa được Bộ Nội vụ Hoa Kỳ bảo trợ, bị đánh bại tại Quốc hội chỉ vì những nỗ lực của các tù trưởng Samoa do Tuiasosopo Mariota lãnh đạo. Các nỗ lực của các vị tù trưởng đưa đến việc lập ra một ngành lập pháp địa phương họp tại làng Fagatogo, thủ phủ de facto và de jure của lãnh thổ.
Cùng lúc, thống đốc do Hải quân bổ nhiệm bị thay thế bằng một thống đốc được địa phương bầu lên. Mặc dù theo kỹ thuật mà nói Samoa thuộc Mỹ được xem là "chưa được tổ chức" vì Quốc hội Hoa Kỳ vẫn chưa thông qua một Đạo luật Tổ chức cho lãnh thổ nhưng Samoa thuộc Mỹ đang tự trị dưới một hiến pháp mà trở nên có hiệu lực vào ngày 1 tháng 7 năm 1967. Lãnh thổ Samoa thuộc Mỹ nằm trong Danh sách các lãnh thổ không tự trị của Liên Hợp Quốc, một danh sách bị các giới chức chính quyền lãnh thổ tranh cãi.

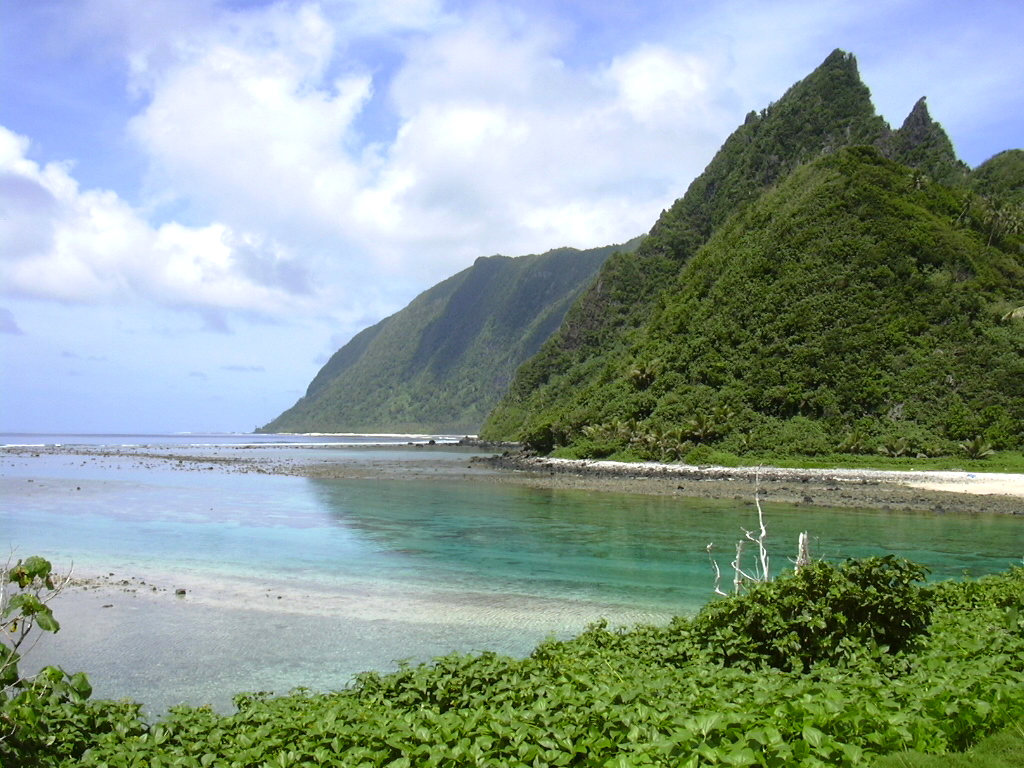

Samoa thuộc Mỹ và Sân bay quốc tế Pago Pago có ý nghĩa lịch sử với Chương trình Apollo. Các phi hành đoàn của Apollo 10, 12, 13, 14, và 17 được tìm thấy cách Pago Pago vài trăm dặm và được vận chuyển bằng trực thăng đến sân bay trước khi đi máy bay đến Honolulu.
Do khó khăn kinh tế, phục vụ quân sự được cho là một cơ hội tại Samoa thuộc Mỹ và các lãnh thổ hải ngoại khác, điều này có nghĩa là tồn tại một tỷ lệ tử vong không cân xứng so với các bộ phận khác của Hoa Kỳ. Tính đến ngày 23 tháng 3 năm 2009, có 10 người Samoa thuộc Mỹ thiệt mạng tại Iraq và 2 người thiệt mạng tại Afghanistan.
Ngày 29 tháng 9 năm 2009, một trận động đất xảy ra cách 120 dặm (190 km) ngoài khơi bờ biển của Samoa thuộc Mỹ, tiếp theo là các dư chấn. Động đất gây sóng thần khiến nhiều người thiệt mạng.

## Chính phủ và chính trị
Chính phủ Samoa thuộc Mỹ được xác định theo Hiến pháp Samoa thuộc Mỹ. Do là một lãnh thổ chưa hợp nhất, Đạo luật Phê chuẩn 1929 trao toàn bộ quyền lực dân sự, tư pháp, và quân sự cho Tổng thống Hoa Kỳ, Tổng thống ủy quyền cho Bộ trưởng Nội vụ theo mệnh lệnh hành chính 10264, Bộ trưởng Nội vụ ban hành Hiến pháp Samoa thuộc Mỹ vào ngày 2 tháng 6 năm 1967, có hiệu thực từ ngày 1 tháng 7 năm 1967.
Thống đốc Samoa thuộc Mỹ là người đứng đầu chính phủ, và cùng với Phó Thống đốc được bầu theo cặp bằng hình thức phổ thông đầu phiếu cho các nhiệm kỳ bốn năm. Do Samoa thuộc Mỹ là một lãnh thổ tự quản, Tổng thống Hoa Kỳ đóng vai trò là nguyên thủ quốc gia. Tổng thống Hoa Kỳ không đóng vai trò tích cực trong chính phủ Samoa thuộc Mỹ, song có thể giải tán Fono và các dự luật của nghị viện cần phải được ông phê chuẩn để thành luật.
Quyền lực lập pháp được trao cho Fono, cơ cấu này gồm hai viện: Chúng nghị viện với 21 thành viên, được bầu cho một nhiệm kỳ hai năm, có 20 khu vực bầu cử và một ghế thuộc về hội nghị cộng đồng tại đảo Swain. Tham nghị viện có 18 thành viên, được bầu cho một nhiệm kỳ bốn năm bởi và từ các tù trưởng của quần đảo.
Hệ thống tư pháp của Samoa thuộc Mỹ độc lập với hành pháp và tư pháp, Tòa án Thượng thẩm Samoa thuộc Mỹ là tòa án cao nhất dưới Tòa án Tối cao Mỹ tại Samoa thuộc Mỹ, bên dưới là các tòa án khu vực. Tòa án Thượng thẩm nằm tại thủ phủ Pago Pago, có một chánh án và một Phó chánh án do Bộ trưởng Nội vụ Hoa Kỳ bổ nhiệm.
Chính trị Samoa thuộc Mỹ diễn ra trong một khuôn khổ lãnh thổ phụ thuộc dân chủ đại diện tổng thống, với một hệ thống đa đảng. Các chính đảng Hoa Kỳ (Cộng hòa và Dân chủ) hiện diện tại Samoa thuộc Mỹ, song có ít chính trị gia liên kết với các đảng phái.
Năm 2012, cả thống đốc và đại biểu của Samoa thuộc Mỹ trong Quốc hội là Eni Faleomavaega đều kêu gọi dân chúng cân nhắc hướng đến tự chủ nếu không độc lập, dẫn đến phản ứng hỗn hợp.
Người sinh tại Samoa thuộc Mỹ, bao gồm cả đảo Swains là nhân dân Mỹ, song không phải là công dân Mỹ trừ khi họ có ít nhất một cha mẹ là công dân Mỹ. Nghị viên Faleomavaega ủng hộ giải thích tư pháp mà theo đó Điều khoản công dân của Tu chính án 14 không mở rộng quyền công dân khi sinh cho nhân dân Hoa Kỳ sinh tại các lãnh thổ chưa hợp nhất.
Người Samoa thuộc Mỹ không được bỏ phiếu bầu Tổng thống Hoa Kỳ, song họ có thể đến Hoa Kỳ đại lục và thự hiện quyền này như các công dân Mỹ. Do là người Mỹ song không có quyền công dân, họ có thể nhập tịch nếu họ cư trú tại bất kỳ bang nào của Mỹ trong ba tháng, vượt qua một kiểm tra tiếng Anh và công dân học, và thực hiện tuyên thệ trung thành.
Người Samoa thuộc Mỹ có quyền bầu ra một đại biểu không có quyền bỏ phiếu vào Hạ nghị viện Hoa Kỳ. Từ năm 1989, đại biểu này là Eni Faleomavaega thuộc Đảng Dân chủ, song ông bị ứng cử viên của Đảng Cộng hòa là Aumua Amata Radewagen đánh bại vào năm 2014.
Về hành chính, Samoa thuộc Mỹ được chia thành ba quận là quận Đông, quận Tây, quận Manu'a và hai rạn san hô vòng chưa tổ chức là đảo Swains và rạn san hô vòng Rose; chúng được chia tiếp thành 74 làng. Pago Pago là thủ phủ của Samoa thuộc Mỹ, là một trong những làng lớn nhất và nằm trên mặt đông của đảo Tutuila. Fagatogo được ghi trong Hiến pháp Samoa thuộc Mỹ là nơi chính thức đặt trụ sở chính phủ, song không phải thủ phủ.

## Địa lý
Samoa thuộc Mỹ nằm tại châu Đại Dương, là một trong hai lãnh thổ của Hoa Kỳ tại Nam Bán cầu, cùng với đảo Jarvis. Tổng diện tích của Samoa thuộc Mỹ là 76,1 dặm vuông Anh (197,1 km2), gồm có năm đảo núi lửa có địa hình gồ ghề và hai rạn san hô vòng. Năm đảo núi lửa là: Tutuila, Aunu'u, Ofu, Olosega, Taʻū. Các rạn san hô vòng là Swains, và Rose. Rạn san hô vòng Rose là nơi duy nhất không có người cư trú.
Do vị trí địa lý, Samoa thuộc Mỹ thường xuyên chịu tác động của các xoáy thuận nhiệt đới từ tháng 11 đến tháng 4. Rạn san hô vòng Rose là cực đông của lãnh thổ. Samoa thuộc Mỹ là bộ phận cực nam của Mỹ. Samoa thuộc Mỹ có vườn quốc gia Samoa thuộc Mỹ.
Núi Vailulu'u là một núi lửa chìm hoạt động, cách 28 miles (45 km) về phía đông của Ta'u tại Samoa thuộc Mỹ. Núi được phát hiện vào năm 1975 và từ đó được một nhóm các nhà khoa học nghiên cứu, góp phần vào sự hiểu biết về các quá trình cơ bản của Trái Đất.

## Kinh tế
Công việc trên đảo phân bổ tương đối đồng đều trong ba lĩnh vực, với 5.000 lao động mỗi lĩnh vực: lĩnh vực công, một nhà máy đồ hộp cá ngừ đại dương, và lĩnh vực tư nhân. Đại đa số công việc trong lĩnh vực công là cho chính phủ Samoa thuộc Mỹ. Nhà máy đồ hộp cá ngừ đại dương StarKist xuất khẩu hàng trị giá hàng trăm triệu dollar sang Hoa Kỳ mỗi năm. Nhà máy đồ hộp Samoa Packing đóng cửa vào năm 2009 do người Samoa thuộc Mỹ được áp dụng mức lương tối thiểu.
Chỉ có một vài lao động liên bang tại Samoa thuộc Mỹ và không có nhân viên quân sự hoạt động theo nhiệm vụ ngoại trừ các thành viên của Tuần duyên Hoa Kỳ, song có một đơn vị dự bị lục quân. Ngoài ra, có một đồn tuyển mộ của Lục quân Hoa Kỳ tại Utulei.
Từ năm 2002 đến năm 2007, GDP thực của Samoa thuộc Mỹ tăng với tốc độ trung bình 0,4%/năm, dao động từ −2,9% đến +2,1%. Tính dao động của tốc độ tăng trưởng GDP thực chủ yếu là do thay đổi trong xuất khẩu đồ hộp cá ngừ đại dương. Ngành công nghiệp đồ hộp cá ngừ đại dương là chủ tư nhân lớn nhất tại Samoa thuộc Mỹ trong giai đoạn này.
Từ năm 2002 đến năm 2007, dân số Samoa thuộc Mỹ tăng với tốc độ trung bình là 2,3% mỗi năm, còn GDP/người thực giảm trung bình 1,9% mỗi năm.
Đạo luật tiêu chuẩn lao động công bằng 1938 ban đầu gồm các điều khoản đặc biệt cho Samoa thuộc Mỹ, với lý do lãnh thổ có kinh tế hạn chế. Tiền lương tại Samoa thuộc Mỹ dựa trên khuyến nghị của một ủy ban họp mỗi nửa năm. Năm 2007, Đạo luật lương tối thiểu công bằng 2007 được Quốc hội Hoa Kỳ thông qua, tăng mức lương tối thiểu tại Samoa thuộc Mỹ thêm 50¢ mỗi giờ vào năm 2007 và tăng 50¢ mỗi giờ mỗi năm sau đó cho đến khi mức lương tối thiểu tại Samoa thuộc Mỹ ngang bằng với mức lương tối thiểu liên bang là $7,25 mỗi giờ. Nhằm đối phó với việc tăng mức lương tối thiểu, một trong hai nhà máy đồ hộp cá ngừ đại dương chính tại Samoa thuộc Mỹ đóng cửa vào năm 2009 và 2.041 lao động bị sa thải. Nhà máy còn lại bắt đầu sa thải công nhân vào tháng 8 năm 2010, với kế hoạch sa thải tổng cộng 800 công nhân.
Samoa thuộc Mỹ là một lãnh thổ thuế quan độc lập, do vậy các cư dân địa phương không phải là chịu thuế thu nhập liên bang Hoa Kỳ đối với thu nhập từ lãnh thổ, họ cũng không phải chịu bất kỳ loại thuế bất động sản nào đối với sở hữu của họ.

## Giao thông
Samoa thuộc Mỹ có tổng cộng 241 km xa lộ (ước tính năm 2008). Các cảng gồm có Aunu'u, Auasi, Faleāsao, Ofu và Pago Pago. Samoa thuộc Mỹ không có đường sắt. Lãnh thổ có ba cảng hàng không, toàn bộ đều có đường băng được trải nhựa, cảng hàng không chính là Pago Pago.

## Nhân khẩu
Dân số Samoa thuộc Mỹ là khoảng 55.519 người, 95% trong số đó sống trên đảo lớn nhất là Tutuila.
Samoa chỉ có một mã ZIP là 96799, và sử dụng Dịch vụ Bưu chính Hoa Kỳ (mã "AS") để chuyển phát thư.
Về thành phần dân tộc, 91,6% thuộc dân tộc Samoa, 2,8% là người gốc Á, 1% là người gốc Âu, 4,2% là người hỗn chủng, và 0,4% có nguồn gốc khác. Hầu hết cư dân là người song ngữ. Tiếng Samoa là một ngôn ngữ có quan hệ mật thiết với tiếng Hawaii và các ngôn ngữ Polynesia khác, là tiếng mẹ đẻ của 91% cư dân, trong khi 80% nói tiếng Anh, 2,4% nói tiếng Tonga, 2% nói tiếng Nhật và các ngôn ngữ châu Á khác, và 2% nói các ngôn ngữ Thái Bình Dương khác.
Tính đến  tháng 2 năm 2013, CIA Factbook tường thuật tín đồ tôn giáo tại Samoa thuộc Mỹ chủ yếu là Ki-tô hữu: 50% Công lý hội, 20% Công giáo La Mã, và 30% theo Tin Lành và các tín ngưỡng khác.
Tính đến  tháng 2 năm 2013, World Christian Database cho thấy tín đồ tôn giáo tại Samoa thuộc Mỹ: 98% Ki-tô hữu, 0,7% bất khả tri, 0,4% Phổ độ Trung Hoa, 0,3% Phật giáo và 0,3% Bahá'í.
Tính đến  tháng 2 năm 2013, Giáo hội các Thánh hữu Ngày sau của Chúa Giê Su Ky Tô tường thuật họ có 15.411 thành viên (27%), với 37 giáo đoàn tại Samoa thuộc Mỹ.